# Comerica Park
A Comerica Park baseballstadion Detroit belvárosában. A Detroit Tigers új otthona, a népszerű, de már elöregedett Tiger Stadion helyett. A létesítmény a csapat szponzoráról, a Comerica helyi bankról kapta a nevét. 1998-ban a bank 66 millió dollárt fizetett a 30 évre szóló elnevezési jogért. Próbáltak becenevet találni a stadionnak, de a javasolt CoPa név nem ragadt meg, a szurkolók egyszerűen Comerica néven említik. Itt forgatták a Felpörgetve (Driven) című film néhány jelenetét és több rap videóklipet is. A stadion területén több baseball témájú látványosság is van, többek közt az Emlékpark ahol legendás Tigers játékosok szobrai vannak kiállítva.

## Története
Az építkezés 1997. október 29-én kezdődött és 2000-ben nyitották meg a nagyközönség előtt, a nyitómérkőzést április 11-én tartották, amin a hazai csapat 5-2-re legyőzte a Seattle Mariners-t. Az új stadion része a Detroit belvárosát újjáélesztő tervnek, aminek keretében építették a szemközt található Ford Fieldet is, a Detroit Lions stadionját.
Nem sokkal a megnyitó után a játékosok és a szurkolók reklamáltak, hogy a pálya külső része túl nagy, ezért nehéz home-runt ütni (A baseballban a pálya külső méretei nincsenek maximalizálva). A hatalmas hátsó mező miatt "Comerica Nemzeti Park"-nak is csúfolták. Bár néhányan elégedettek voltak a méretekkel, a többség véleményét figyelembe véve 2003-ban a bal oldalon közelebb hozták a kerítés 120-ról 112 méterre. Két évvel később a bemelegítő részt (bullpen) a jobb oldalról az így felszabadult területre a kerítés mögé helyezték, a bullpen régi helyére pedig új lelátókat építettek.

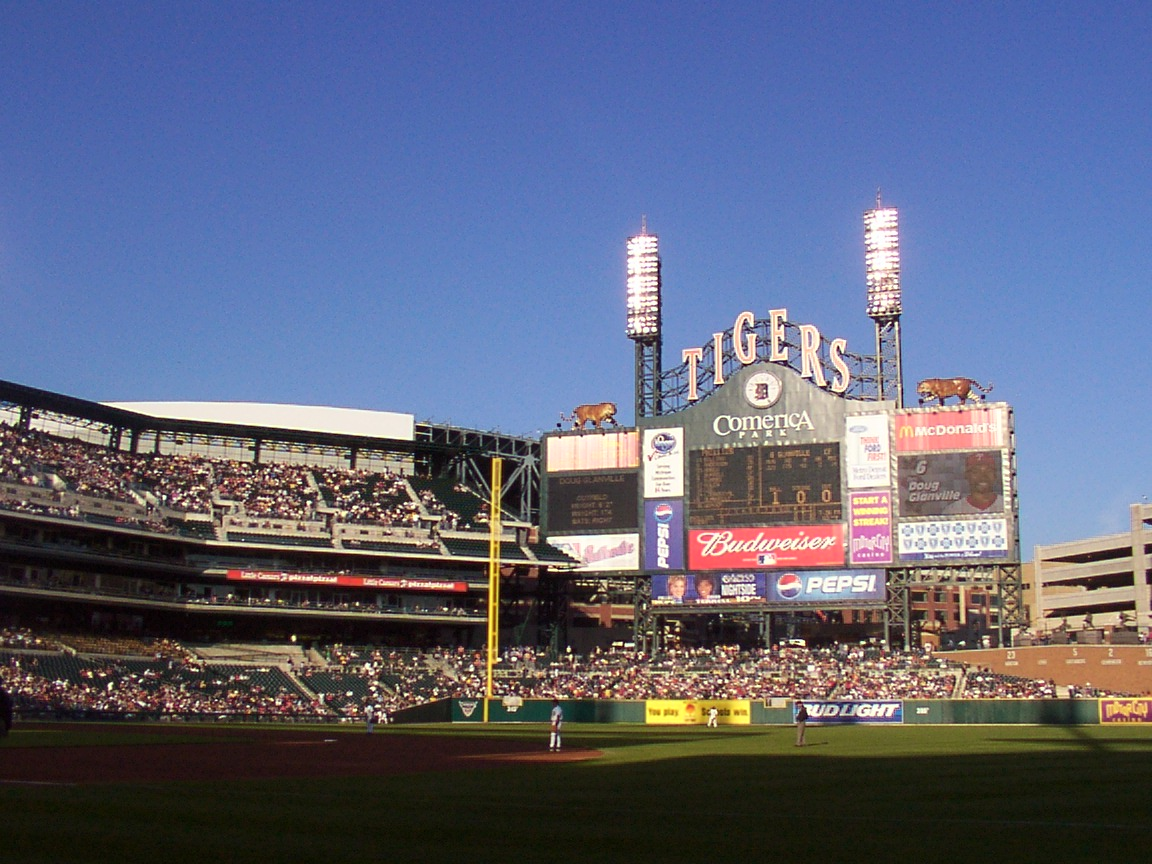
Comerica Park belülről

2005-ben a Comerica Park adott otthont az All-Star mérkőzésnek. Egy nappal korábban a Home Run Derby-n Bobby Abreu, a Philadelphia Phillies játékosa 24 home runt ütött az első körben, ezzel megdöntötte a korábbi csúcsot. Abreu nyerte a viadalt a Tigers-es Iván Rodríguez előtt, rekordszámú 41 home runnal. Az All-Star meccset az Amerikai Liga nyerte 7-5-re, a találkozó legértékesebb játékosa (MVP) Miguel Tejada lett.
A Comerica Parkban nagy sikerű koncerteket is rendeztek, olyan sztárok léptek fel, mint Eminem (2005), The Rolling Stones (2005), Bruce Springsteen és az E Street Band (2003) és Bon Jovi (2003). Az első ilyen esemény a Dave Mathews Band fellépése volt 2000 nyarán. Telt házas előadásokon a nézők a pálya belső részén (infield diamond) ülnek, a színpad pedig a hátsó mezőn (outfield) van. A koncertek azért is kiemelkedően sikeresek, mert ez az egyetlen szabadtéri koncerthelyszín Detroitban. A 2005-ös Eminem és Rolling Stones koncert után a Tigers játékosai és vezetői panaszkodtak a gyep minősége miatt.
2006 októberében a Detroit Tigers bejutott a World Series-be, így a döntő mérkőzések egy részét a stadionban tartották.

## Kritikák
A régi stadion népszerűsége miatt a rajongóknak nagy elvárásaik voltak az új létesítménnyel szemben. A megnyitó után sokan panaszkodtak is, többek közt a pálya nagy mérete miatt (ld. fentebb), a felső ülőhelyek miatt, amik a régi stadionhoz képest messzebb kerültek a pályától és a tető hiánya miatt. A Comerica dél felé néz, ezért a szép kilátás a belvárosra, de emiatt a lenyugvó nap a nézők nagy részének pont szembe süt.
Az igazi baseball-rajongók nem örültek a parkba telepített, nem a baseballhoz kapcsolódó látványosságok miatt, mint például az óriáskerék vagy a körhinta.

## Érdekességek
- A főbejáraton kívül van egy 4,5 m magas tigris-szobor. Ezen kívül még kilenc nagyméretű tigris-szobor van a parkban, kettő közülük a kijelző tetején van. A szobrokat Michael Keropian készítette. A park körüli fal mellett tigrisfejek vannak, világító baseball-labdákkal a szájukban.
- Amikor a Tigers home runt üt a kijelzőn lévő tigrisek szeme világítani kezd és a hangosbeszélőn tigrisüvöltés hallatszik.
- A pálya távolabbi szélén van egy szökőkút, amit minden Tigers pontszerzéskor és a szünetekben bekapcsolnak. A zene ütemére különböző színű lámpákkal világítják meg és a szökőkút ezzel szinkronban lövelli a vizet.
- A pálya bal-hátsó részén lévő zászlórúd régi a Tigers stadionból származik és eredetileg a pálya része volt. Amikor a kerítést közelebb hozták a pályán kívülre került, így ha most egy labda eltalálja az home runnak minősül.
- Beépítésekor a Major League legnagyobb kijelzője volt a stadionban.
- A 2005-ös évadtól kezdve a pénteki és szombati meccseken tűzijátékkal szórakoztatják a nézőket.
- 1999-ben, amikor a stadion építése folyt, a "This Week In Baseball" című TV-műsorban egy szerencsés szurkoló egy olyan baseball-labdát dobhatott a majdani stadion helyén lévő gödörbe, amit minden Tigers játékos aláírt. A labdát – mint egyfajta időkapszulát – az első alappont (home plate) alá temették.

## Képek

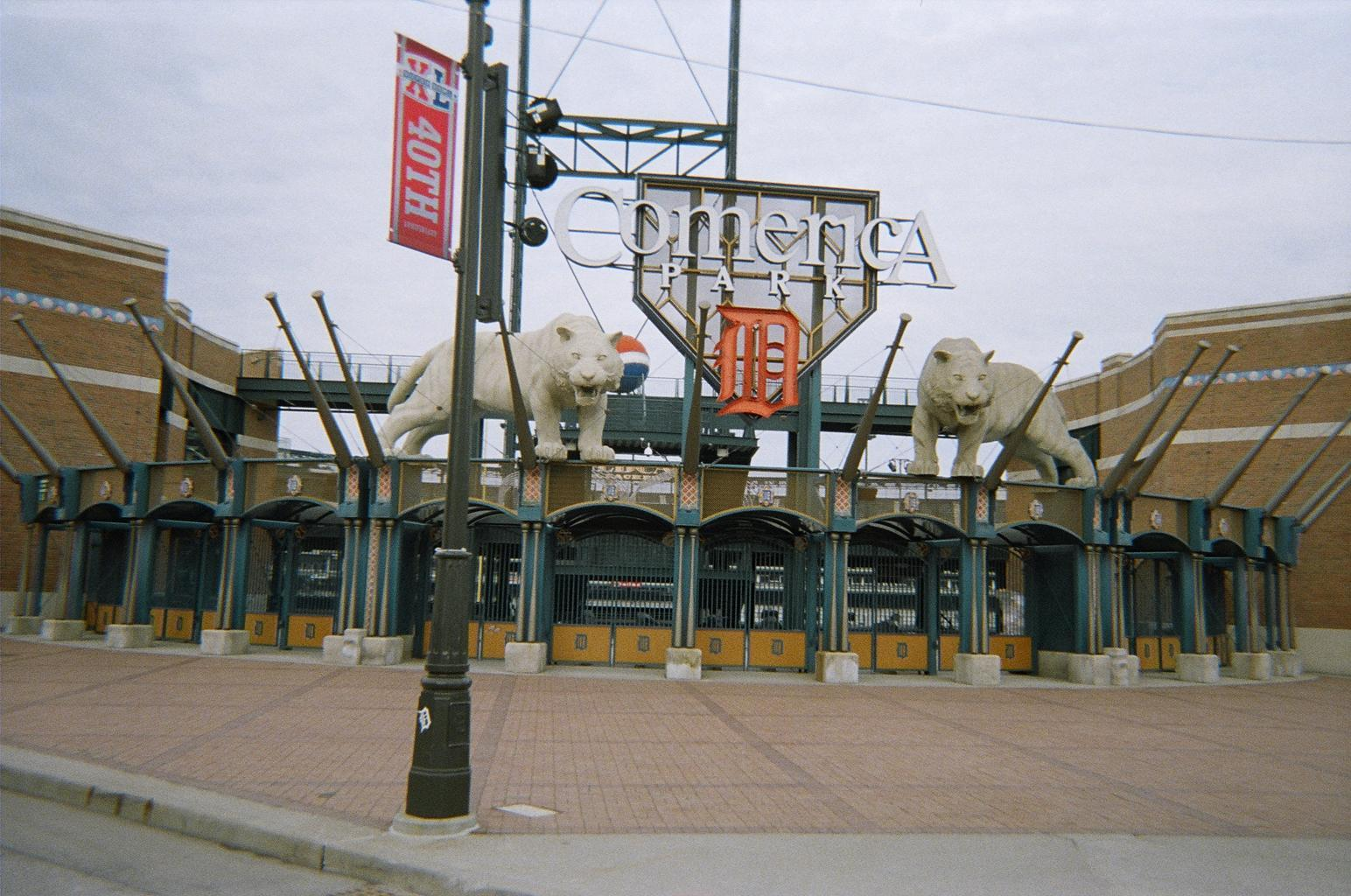
A park egyik bejárata.
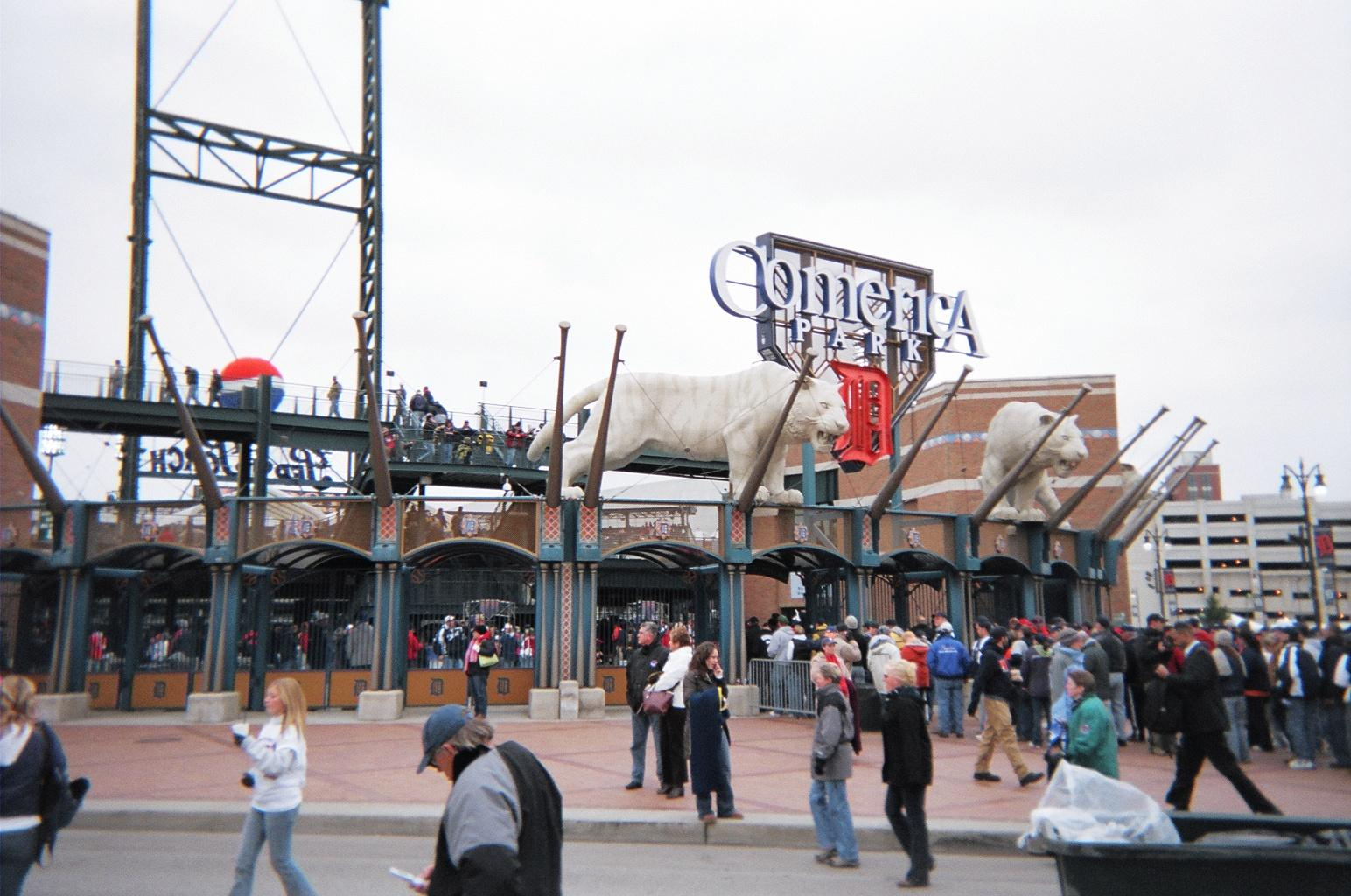
A park Adams Street felőli bejárata.
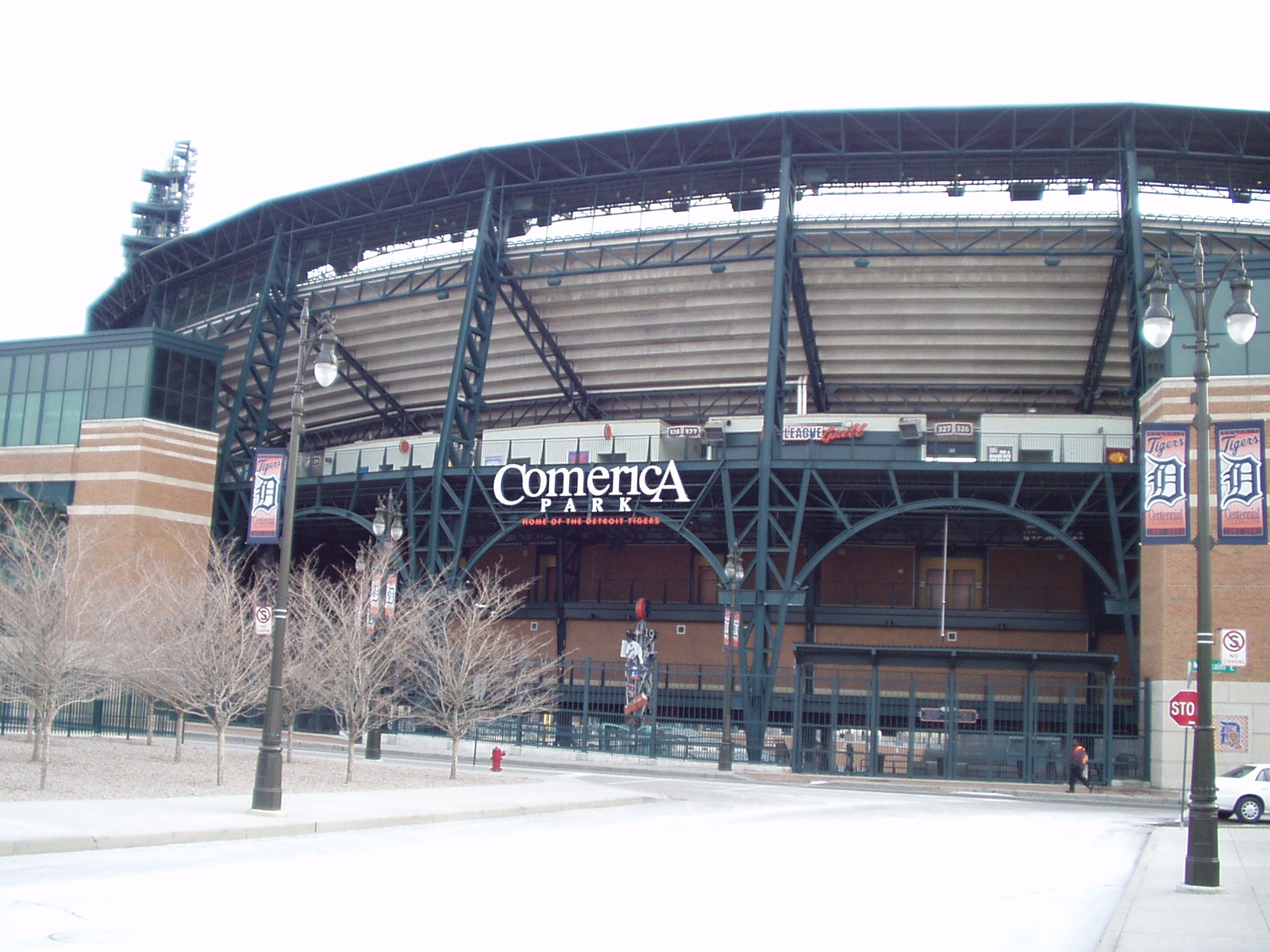
Comerica Park az E. Montcalm Street felől.
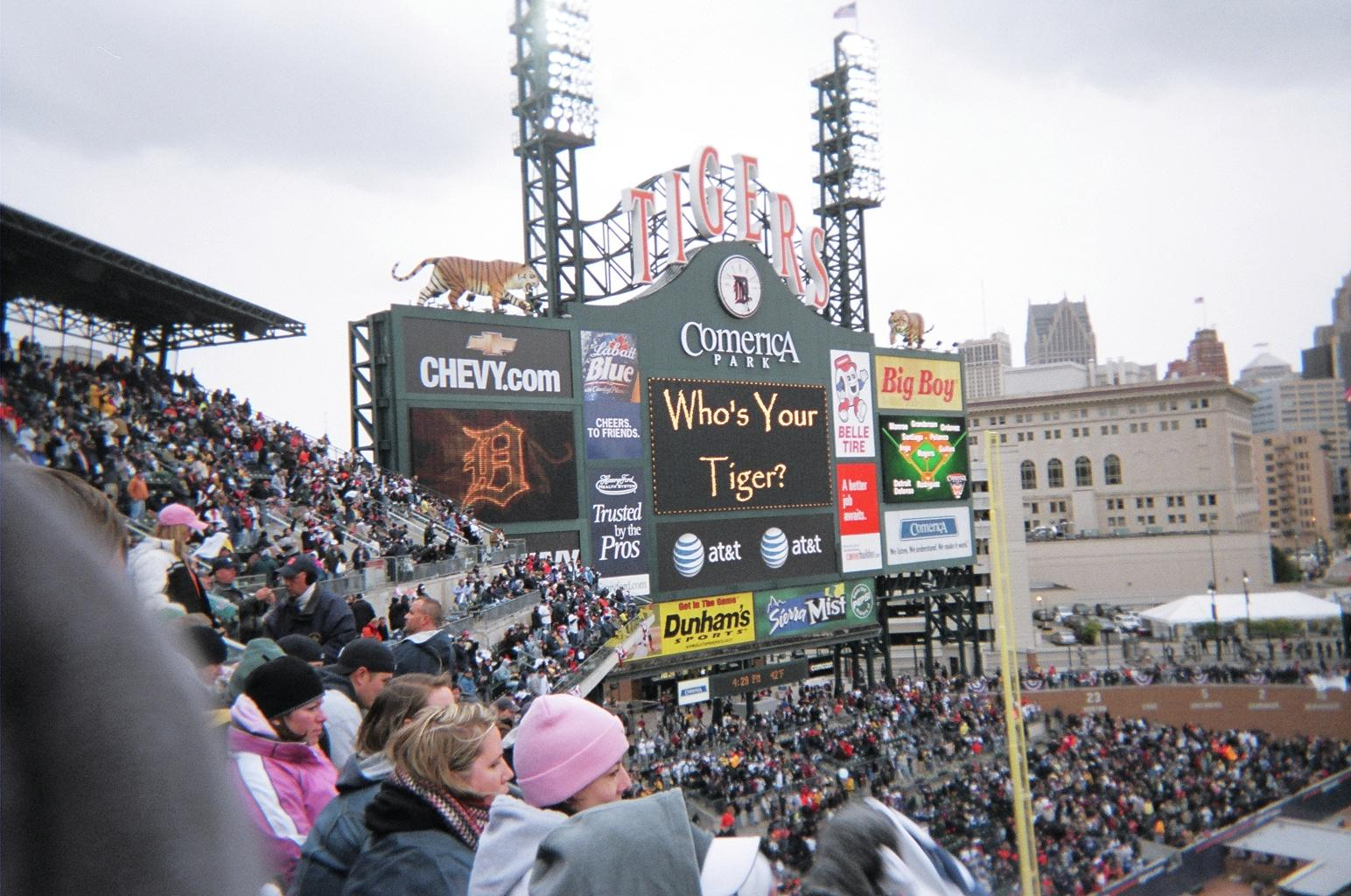
Az eredményjelző tábla a 2006-os Championship Series alatt.
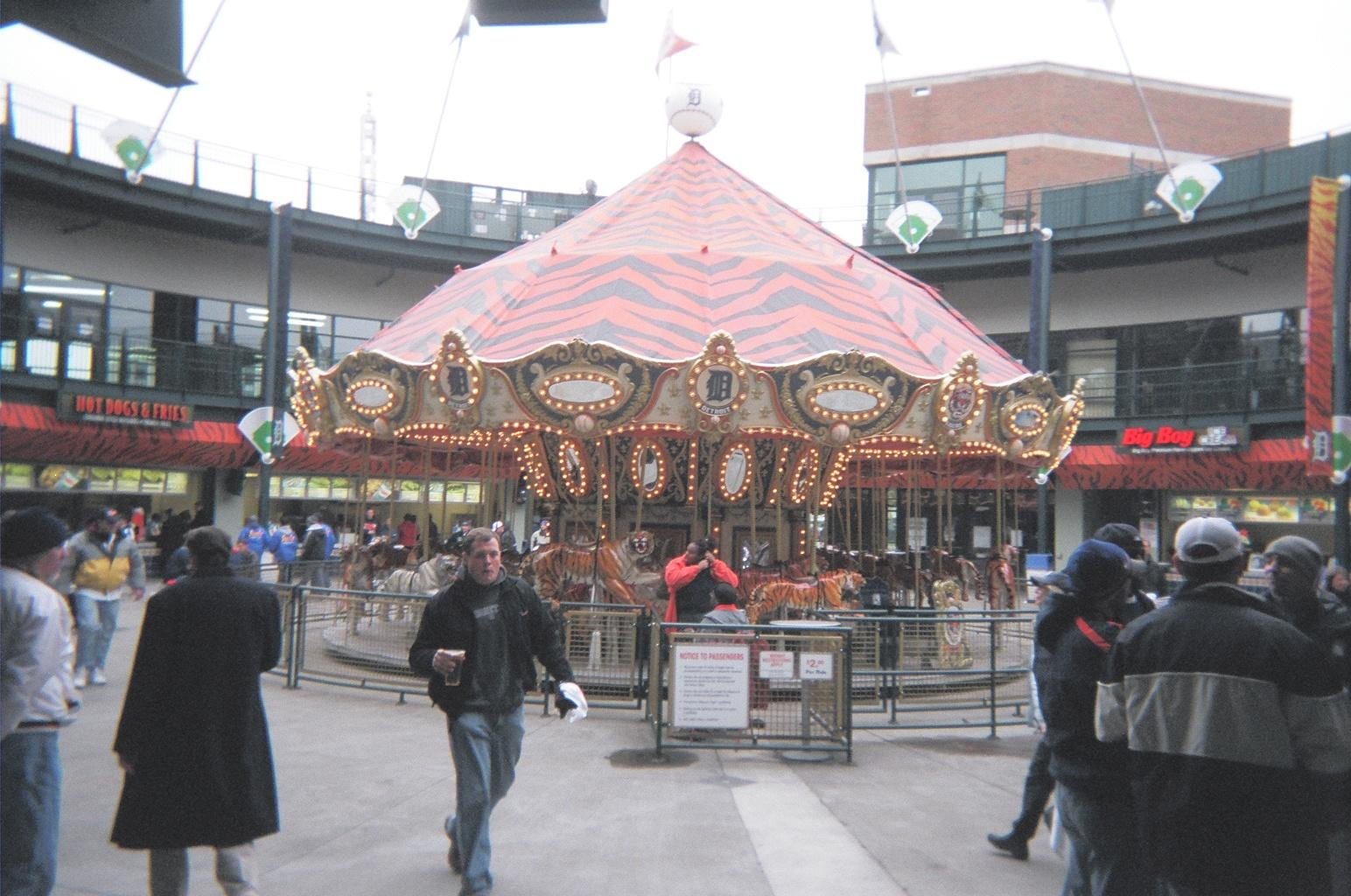
A körhinta a parkban.
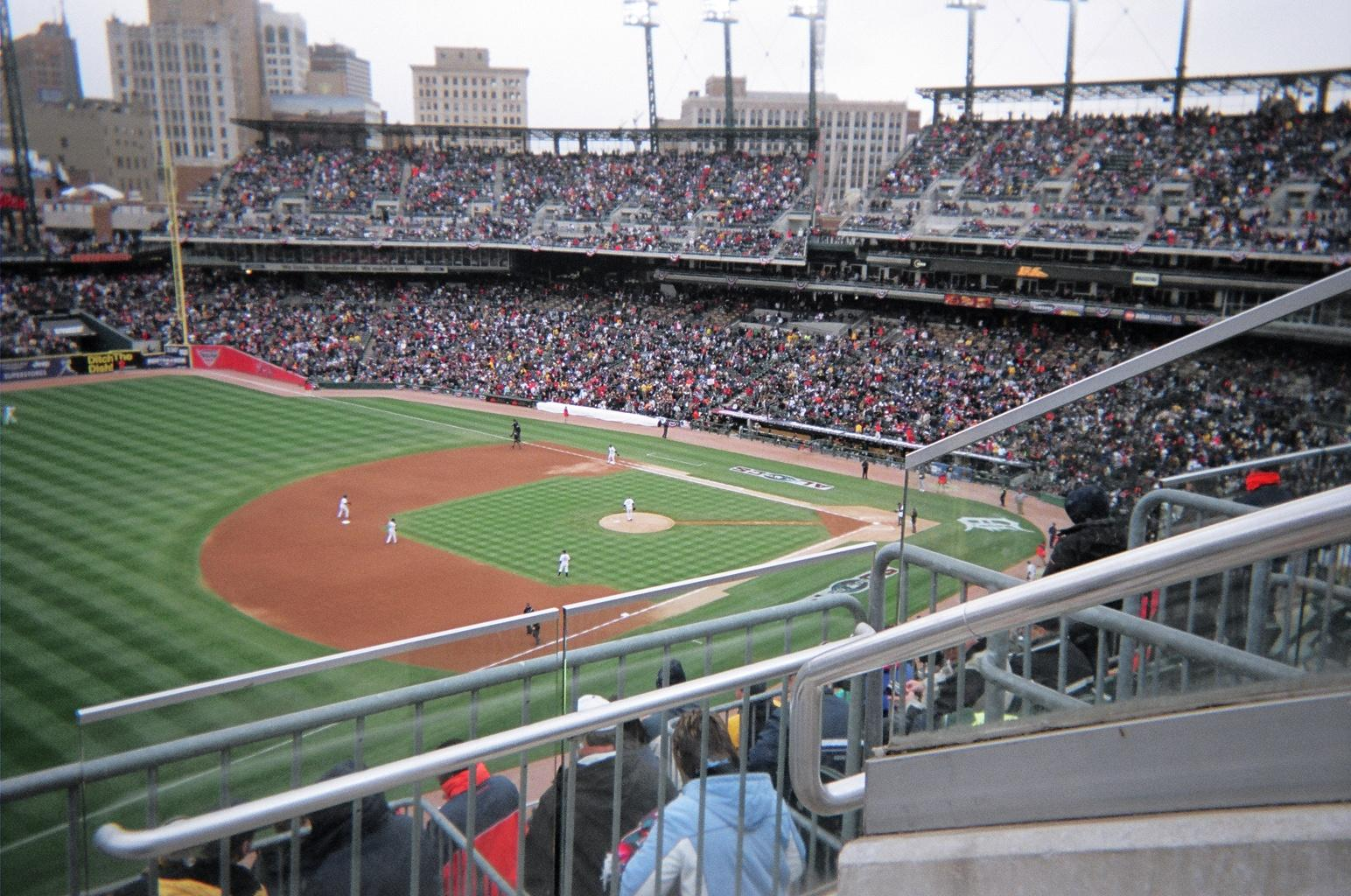
A pálya.
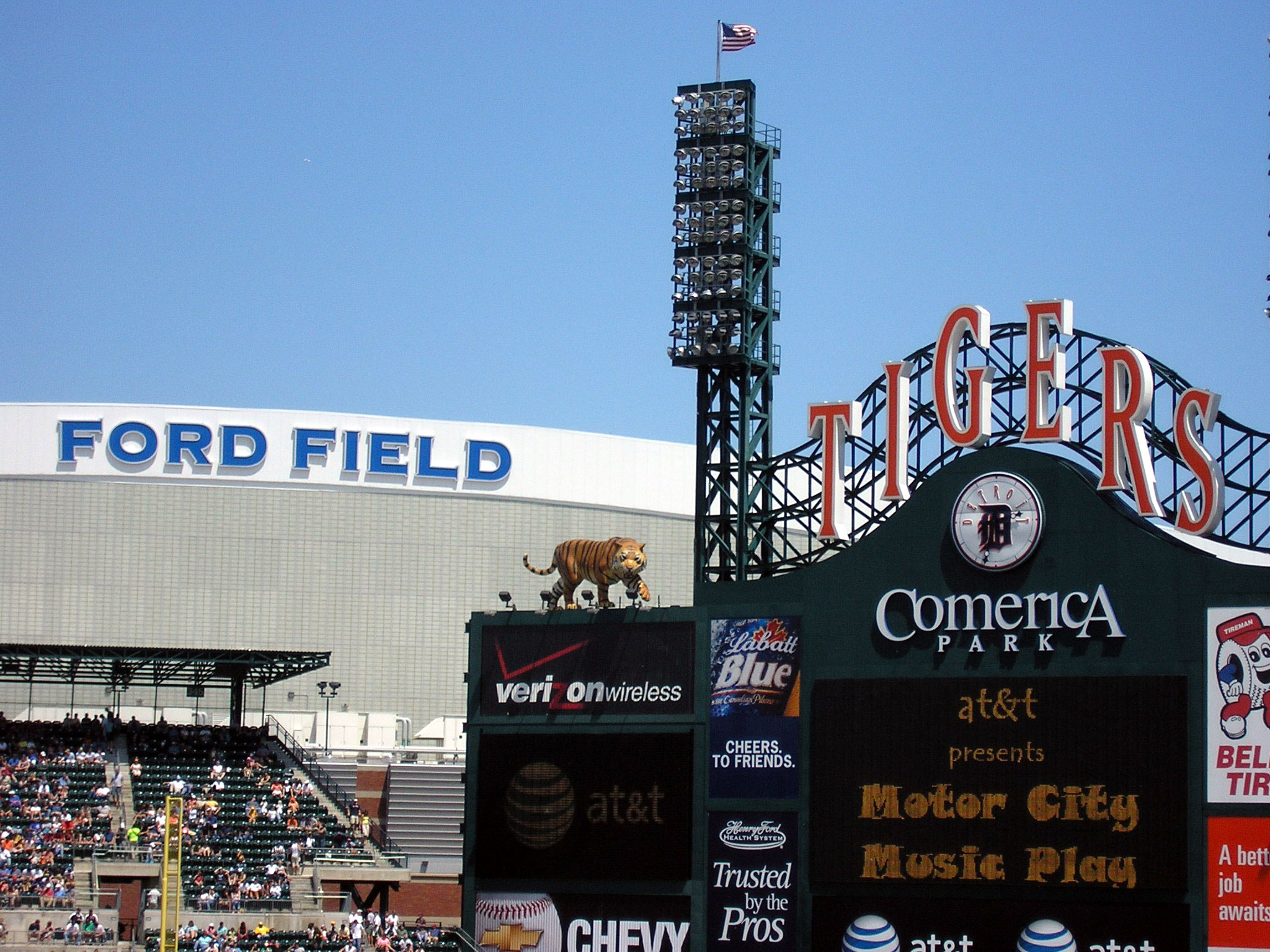
A Ford Field közvetlenül a park mellett van.